# Хорватський національний театр (Спліт)
Хорватський національний театр у Спліті (хорв. Hrvatsko narodno kazalište u Splitu; відомою є також абревіатура HNK Split) — національний театр у хорватському місті Спліті, найстаріша зі збережених (театр був відкритий у 1893 році) і головна оперна й театральна сцена, значний культурний осередок у Далмації.
Театром володіє і управляє місто (Спліт), заклад підпорядкований Міністерству культури Хорватії.

## Історія
Будівля театру була зведена спеціально для Сплітського міського театру в 1893 році за урядування в місті тодішнього мера Гайо Булата (Gajo Bulat), і спроектували її місцеві архітектори Еміль Век'єтті (Emil Vecchietti) й Анте Безіч (Ante Bezić), тоді як внутрішнє оздоблення виконав Еуженіо Скомпаріні (Eugenio Scomparini), Наполеоне Коззі (Napoleone Cozzi) та Йосип Варводич (Josip Varvodić). Театр, місткість якого становила 1 000 місць для глядачів при тодішньому населенні Спліта 16 000 осіб, був на той час найбільшим у Південно-Східній Європі. Будинок спершу призначався для театральних постановок мандрівних труп (переважно італійських), оскільки постійно діючого драматичного колективу у Спліті наприкінці XIX століття просто не існувало.
Перша професійна театральна трупа з'явилась у місті в 1920 році, коли будівля зазнала першого оновлення і коли театр був перейменований в Національний театр Далмації. У 1928 році, у часи Королівства Югославія театр було об'єднано із Сараєвським національним театром, відтак перейменовано в Національний театр для західних регіонів (сербохорв. Narodno pozorište za zapadne oblasti). У тому ж році професійна театральна трупа, що існувала доти у Спліті, була розформована владою. Тим не менш, група артистів на чолі з Іво Тіярдовичем, зорганізувала Сплітське театральне товариство, що продовжувало ставити й виконувати опери та оперети в 1930-ті роки.
У 1940 році театр пережив нетривалий період справжнього відродження, коли дістав свою теперішню назву і вперше на своїй сцені приймав постановки опер, драм і балетів. Першим управителем театру став Тіярдович, драматичну частину очолив Марко Фотез (Marko Fotez), а оперною й балетною — керували відповідно Оскар Йозефович (Oskar Jozefović) і Ана Роє (Ana Roje). Однак період розквіту не тривав довго, бо знову театр був закритий уже в 1941 році з початком італійської окупації під час Другої світової війни, коли частина південної Хорватії була включена до складу Губернаторства Далмація. Після закінчення Другої світової війни театр відновив свою роботу з 1 липня 1945 року і свій перший сезон відкрив у вересні того ж (1945) року з виконання п'єси хорватського автора Мірко Боговича.
Відтоді і до тепер театр працює на постійній основі. Лише одного разу, в лютому 1970 року будинок театру був майже повністю знищений у вогні пожежі. Протягом наступного десятиліття (1980-ті) сплітська театральна трупа давала вистави в інших місцях у місті, допоки знову відновлений театр не відкрив свої двері у травні 1980 року.

## Сучасність
На сцені HNK Split щороку відбувається близько 300 вистав, які відвідують близько 120 тисяч глядачів. Серед постановок — від 20 до 40 оперних, балетних і драматичних вистав на рік, на додаток до численних симфонічних концертів, що виконуються оркестром закладу. Театр офіційно оголошений як «найкращий театр у Далмації» й «один з найбільших і найстаріших театрів Середземномор'я».
Крім постановок з регулярного репертуару Хорватський національний театр у Спліті також організовує 2 вже традиційних щорічних фестивалі:
- «Сплітське літо» (хорв. Splitsko ljeto) — літній театральний фестиваль у Спліті, заснований у 1954 році, другий найстаріший фестиваль виконавського мистецтва в країні (після Дубровницького). Зазвичай проводиться протягом 30-денного періоду з середини липня до середини серпня і містить велику кількість різних заходів — організовані просто неба джазові виступи та концерти класичної музики, художні виставки, театральні постановки і шоу з сучасними танцями на міських площах. Частина фестивальної програми зазвичай проводиться в історичних місцях, таких як палац Діоклетіана[6].
- Дні Марулича (хорв. Marulićevi dani) — були започатковані в 1991 році з нагоди 490-го ювілею публікації «Юдіти», одного з найважливіших творів хорватської літератури, написаного автором XVI століття Марком Маруличем. Фестиваль, що триває протягом тижня, відбувається щоквітня у формі показу-огляду найкращих досягнень у хорватській драматургії за минулий рік. Головним призом фестивалю, спонсором якого виступає Міністерство культури Хорватії, є премія Маріна Држича авторові найкращої п'єси, написаної торік[7].